# 大西洋底来的人
《大西洋底来的人》（英語：Man From Atlantis）是美国NBC電視台播放的一部科幻电视连续剧。全剧共13集，加上四部電視電影，于1977年3月4日至1978年6月6日播出。按本意应译为“来自亚特兰蒂斯（Atlantis）的人”，以来自传说中消失的古大陆亚特兰蒂斯解释主角的超能力，但当时译为“大西洋（Atlantic）底来的人”。

## 剧情
戲劇讲述在一次海啸之后，一位神秘的男人被发现昏迷在海滩上。当隶属于美国海军的伊丽莎白·玛丽博士（Dr. Elizabeth Merrill)检查这位神秘的男人后，发现他有异于人类的身体结构，而更类似于海洋生物。这个男人清醒后，却无法回忆起他的过去，电脑分析则显示他是“亚特兰蒂斯”大陆的最后幸存者。伊丽莎白为他取了个名字“麦克·哈里斯”（Mark Harris）。麦克运用他的特殊能力，如可以在水下呼吸，身体可以抵御深海高压，在有水的地方力大无穷等，帮助伊丽莎白对抗妄图利用海洋资源控制世界的狂人舒拨（Mr. Schubert）以及其他罪犯。

## 演员
扮演麦克·哈里斯的是演员帕特里克·达菲，他更为让人熟知的角色是在剧集《达拉斯》（1978年-1991年播出）里的鲍比·尤因。扮演伊丽莎白博士的是来自加拿大的贝琳达·蒙哥马利。

## 在中国的影响
“大西洋底来的人”于1980年在中国中央电视台播出。作为中国大陆播出的第一部美国电视连续剧，本剧在中国大陆造成了巨大的轰动。其中麦克戴太阳镜的造型，影响了当时的众多中国青年，让太阳镜开始风靡中国，并被一些人称为“麦克镜”。在中国大陆同时受此剧影响而流行的还有飞盘游戏。